# Qasr al-Hayr al-Gharbi
Il Qasr al-Hayr al-Gharbi (in arabo قصر الحير الغربي‎? ), cioè "Il palazzo cintato occidentale" è un palazzo sito nel centro del deserto siriano.

## Posizione
Si trova a 80 km a sud-ovest di Palmira in Siria, ed è logicamente connesso con il palazzo gemello di Qasr al-Hayr al-Sharqi, costruito dal califfo omayyade Hisham ibn 'Abd al-Malik nel 727.

## Storia
Fu usato durante il periodo omayyade per controllare i movimenti delle tribù del deserto e come barriera verso di loro, ma anche come chalet di caccia del sovrano. In seguito fu utilizzato dagli Ayyubidi e dai Mamelucchi ma fu abbandonato definitivamente dopo le invasioni mongole.

## Architettura
Fu costruito in uno stile architettonico bizantino.
La struttura è quadrangolare con lati lunghi circa 70 metri. La porta centrale di accesso è stata spostata al Museo nazionale di Damasco, di cui costituisce l'ingresso. Le torri semi-cilindriche ai lati del portone, le colonne e le forme geometriche rispecchiano una miscela di architettura persiana, bizantina a araba.
Non rimane molto della struttura. Sono solamente visibili una cisterna per raccogliere acqua dalla diga di Harbaka dam, terme e un  khan.